# Saint-Martin-de-la-Cluze
Saint-Martin-de-la-Cluze – miejscowość i gmina we Francji, w regionie Owernia-Rodan-Alpy, w departamencie Isère.
Według danych na rok 1990 gminę zamieszkiwały 462 osoby, a gęstość zaludnienia wynosiła 28 osób/km² (wśród 2880 gmin regionu Rodan-Alpy Saint-Martin-de-la-Cluze plasuje się na 1179. miejscu pod względem liczby ludności, natomiast pod względem powierzchni na miejscu 680.).